# Arthur Guinness

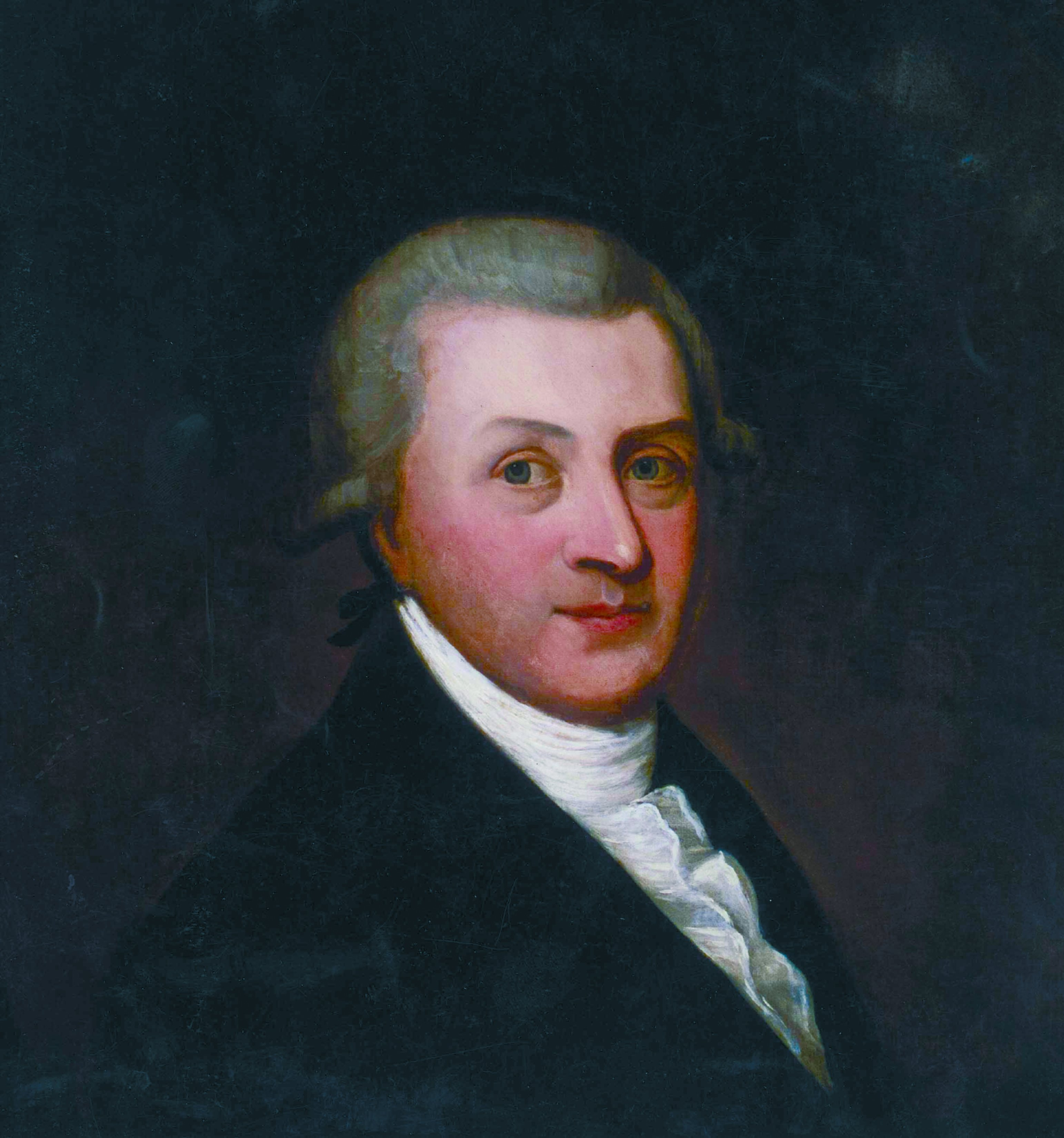
Arthur Guinness

Arthur Guinness (Celbridge, 24 september 1725 – 23 januari 1803) was een Iers bierbrouwer en ondernemer. Hij was stichter van het biermerk Guinness. 
Arthurs vader was landheer van Arthur Price, aartsbisschop van Cashel, waardoor hij de eer kreeg om te brouwen voor de arbeiders op het landgoed. Hij ontving van Price een nalatenschap van £100 die hij investeerde in een brouwerij in Leixlip, slechts op een paar kilometer van Dublin. In 1759 liet hij dit bedrijf over aan zijn jongere broer. Arthur huurde de St. James Gate-brouwerij in Dublin met een huurcontract van 9000 jaar tegen een huurprijs van £45. In 1761 trad hij in het huwelijk met Olivia Whitmore met wie hij uiteindelijk 21 kinderen zou krijgen. Slechts tien daarvan bereikten de volwassenheid en maakten deel uit van de beroemde Guinness-dynastie. 
Arthur Guinness was een revolutionair waar het ging om personeelsbeleid: hij gaf zijn mensen 10-20% boven de standaard, gaf een weduwepensioen en betaalde vrije dagen (dat bestond niet in die tijd). Daarnaast ook gratis gezondheidszorg, onderwijs etc. In 1930 was 1 op de 10 mannen in Dublin direct of indirect afhankelijk van de brouwerij.